# Governo local em Israel
O governo local em Israel (Rashut mekomit) é a organização administrativa municipal em Israel, cujo vereadores são eleitos pela população acima de 18 anos a cada 5 anos.
Em Israel o ministro de assuntos domésticos declara a definição de cada governo local. Há três tipos de governos locais em Israel:
Cidade (hebraico:ir) (lista): é um município urbano com normalmente mais de 20.000 habitantes.
Conselho local: Um município de uma região urbana que normalmente tem população abaixo de 20.000 habitantes.
Conselho regional: um município que é conjunto de várias vilas, kibutzim e/ou moshavim que são situados numa distinta região geográfica.